# Kreis Neustrelitz
| Basisdaten                                     | Basisdaten                                         |
| ---------------------------------------------- | -------------------------------------------------- |
| Bezirk der DDR                                 | Neubrandenburg                                     |
| Kreisstadt                                     | Neustrelitz                                        |
| Fläche                                         | 1.243 km² (1989)                                   |
| Einwohner                                      | 54.076 (1989)                                      |
| Bevölkerungsdichte                             | 44 Einwohner/km² (1989)                            |
| Kfz-Kennzeichen                                | C (1953–1990) CI und CJ (1974–1990) NZ (1991–1994) |
|                                                |                                                    |
| Der Kreis Neustrelitz im Bezirk Neubrandenburg |                                                    |

Der Kreis Neustrelitz lag im Bezirk Neubrandenburg der DDR. 1946 gebildet, wurde er 1990 Landkreis und bestand bis 1994 als Landkreis Neustrelitz fort. Sein Gebiet gehörte ab 1994 zum Landkreis Mecklenburg-Strelitz und gehört seit 2011 zum Landkreis Mecklenburgische Seenplatte in Mecklenburg-Vorpommern. Der Sitz der Kreisverwaltung befand sich in Neustrelitz.

## Geographie

### Lage
Der Kreis Neustrelitz lag im südlichen Teil des ehemaligen Freistaates Mecklenburg-Strelitz und umfasste unter anderem einen großen Teil des Neustrelitzer Kleinseenlandes. Er war flächenmäßig der drittgrößte Kreis der DDR.

### Größte Gemeinden
Die größten Orte des Kreises neben der Kreisstadt Neustrelitz waren die Städte Feldberg, Mirow und Wesenberg sowie die Gemeinden Blankensee, Carpin, Rechlin und Wustrow.

### Nachbarkreise
Die Nachbarkreise des Kreises Neustrelitz waren im Uhrzeigersinn im Nordwesten beginnend die Kreise Waren, Stadtkreis Neubrandenburg (ab 1969), Neubrandenburg-Land, Strasburg, Prenzlau, Templin, Gransee, Neuruppin, Wittstock und Röbel/Müritz.

## Geschichte
In der Sowjetischen Besatzungszone wurde 1946 im Land Mecklenburg der Landkreis Stargard aufgelöst. Aus seinem südwestlichen Teil wurde unter Einschluss der bis dahin kreisfreien Stadt Neustrelitz der Kreis Neustrelitz gebildet. 1950 wurde der Fürstenberger Werder mit der Stadt Fürstenberg in den Landkreis Ruppin im Land Brandenburg umgegliedert.
Am 25. Juli 1952 kam es in der DDR zu einer weiteren Kreisreform, bei der unter anderem die Länder aufgelöst wurden. Der Kreis Neustrelitz wurde um Teile des Landkreises Waren vergrößert und dem Bezirk Neubrandenburg der DDR zugeordnet.
Am 17. Mai 1990 wurde aus dem Kreis der Landkreis Neustrelitz. Bei der Wiedervereinigung der beiden deutschen Staaten wurde der Kreis dem wiedergegründeten Land Mecklenburg-Vorpommern zugesprochen. Sein Gebiet ging bei der ersten Kreisgebietsreform in Mecklenburg-Vorpommern, die am 12. Juni 1994 in Kraft trat, in den neuen Landkreisen Mecklenburg-Strelitz und Müritz auf, die 2011 wiederum Teile des Landkreises Mecklenburgische Seenplatte wurden.

### Einwohnerentwicklung
| Jahr      | 1946   | 1960   | 1971   | 1981   | 1989   |
| Einwohner | 70.972 | 63.092 | 60.659 | 55.852 | 54.076 |

## Wirtschaft
Bedeutende Betriebe waren unter anderem
- VEB Maschinelles Rechnen Neustrelitz
- VEB Fahrzeugbau Mirow
- VEB Elektroanlagenbau Neustrelitz
- VEB Getreidewirtschaft Feldberg
- VEB Schiffswerft Rechlin
- Bahnbetriebswerk Neustrelitz der Deutschen Reichsbahn
- VEB Eisengießerei Neustrelitz
- KIB Neustrelitz
- VEB Kraftverkehr Neustrelitz

## Verkehr
Dem überregionalen Straßenverkehr dienten die F 96 von Stralsund über Neustrelitz nach Berlin, die F 193 von Neustrelitz nach Penzlin und die F 198 von Plau am See über Neustrelitz nach Prenzlau.
Das Kreisgebiet wurde durch die Eisenbahnstrecken Berlin–Neustrelitz–Stralsund und Neustrelitz–Rostock in das Bahnnetz der DDR eingebunden. Daneben führten die Nebenbahnen Wittenberge–Neustrelitz–Strasburg und Thurow–Feldberg durch das Kreisgebiet.

## Städte und Gemeinden
Am 3. Oktober 1990 gehörten folgende 32 Gemeinden zum Landkreis Neustrelitz:
| Schlüssel-Nr. | Gemeinde        |  | Schlüssel-Nr. | Gemeinde           |
| 13 0 26 030   | Blankensee      |  | 13 0 26 310   | Lichtenberg        |
| 13 0 26 040   | Blumenholz      |  | 13 0 26 320   | Lüttenhagen        |
| 13 0 26 080   | Carpin          |  | 13 0 26 330   | Mirow, Stadt       |
| 13 0 26 100   | Conow           |  | 13 0 26 340   | Möllenbeck         |
| 13 0 26 110   | Dabelow         |  | 13 0 26 360   | Neustrelitz, Stadt |
| 13 0 26 120   | Diemitz         |  | 13 0 26 370   | Priepert           |
| 13 0 26 130   | Dolgen          |  | 13 0 26 390   | Rechlin            |
| 13 0 26 140   | Feldberg, Stadt |  | 13 0 26 400   | Rödlin-Thurow      |
| 13 0 26 150   | Fürstensee      |  | 13 0 26 410   | Roggentin          |
| 13 0 26 160   | Godendorf       |  | 13 0 26 430   | Schwarz            |
| 13 0 26 210   | Grünow          |  | 13 0 26 440   | Strasen            |
| 13 0 26 220   | Hohenzieritz    |  | 13 0 26 480   | Userin             |
| 13 0 26 230   | Klein Trebbow   |  | 13 0 26 500   | Watzkendorf        |
| 13 0 26 240   | Klein Vielen    |  | 13 0 26 510   | Wesenberg, Stadt   |
| 13 0 26 250   | Kratzeburg      |  | 13 0 26 520   | Wokuhl             |
| 13 0 26 280   | Lärz            |  | 13 0 26 540   | Wustrow            |

Ehemalige Gemeinden
- Ahrensberg, am 1. Januar 1973 zu Wesenberg
- Blankenförde-Kakeldütt, am 1. Januar 1973 zu Roggentin
- Boek, am 1. Januar 1973 zu Rechlin
- Buschhof, am 15. Juni 1965 zu Schwarz
- Canow, am 1. Januar 1969 zu Wustrow
- Cantnitz, am 1. Juli 1974 zu Lüttenhagen
- Carwitz, am 1. Januar 1969 zu Feldberg
- Drosedow, am 15. Juni 1965 zu Canow
- Fleeth, am 1. Januar 1957 zu Diemitz
- Gaarz, am 1. Juli 1961 zu Lärz
- Goldenbaum, am 1. Januar 1973 zu Carpin
- Granzin, am 1. Januar 1969 zu Kratzeburg
- Groß Quassow, am 1. Januar 1973 zu Userin
- Groß Schönfeld, am 1. Januar 1973 zu Blankensee
- Hasselförde, am 1. Januar 1962 zu Dolgen
- Koldenhof, am 1. Januar 1957 zu Dolgen
- Krumbeck, am 1. Januar 1973 zu Lichtenberg
- Krümmel, am 1. Januar 1973 zu Lärz
- Laeven, am 1. Januar 1969 zu Feldberg
- Leussow, am 1. Januar 1973 zu Roggentin
- Liepen, am 15. Juli 1965 zu Klein Vielen
- Mechow, am 15. Juli 1965 zu Dolgen
- Neugarten, am 1. Januar 1968 zu Lichtenberg
- Peckatel, am 1. Juli 1961 zu Klein Vielen
- Peetsch, am 1. Juli 1961 zu Mirow
- Pieverstorf, am 1. Januar 1957 zu Kratzeburg
- Prillwitz, am 1. Juli 1964 zu Hohenzieritz
- Quadenschönfeld, am 1. Januar 1973 zu Möllenbeck
- Retzow, am 15. Juli 1965 zu Rechlin
- Rödlin, am 1. Januar 1973 zu Rödlin-Thurow
- Schlicht, am 1. Januar 1974 zu Feldberg
- Strasen, am 1. Januar 1969 zu Strasen-Piepert
- Thurow, am 1. Januar 1973 zu Rödlin-Thurow
- Triepkendorf, am 1. Januar 1973 zu Dolgen
- Usadel, am 1. Januar 1973 zu Blumenholz
- Warbende, am 1. Januar 1973 zu Möllenbeck
- Wittenhagen, am 1. Januar 1968 zu Conow
- Wrechen, am 1. Januar 1968 zu Lichtenberg
- Zachow, am 1. Juli 1961 zu Groß Nemerow
- Zirtow, am 1. Januar 1968 zu Wesenberg

## Kfz-Kennzeichen
Den Kraftfahrzeugen (mit Ausnahme der Motorräder) und Anhängern wurden von etwa 1974 bis Ende 1990 dreibuchstabige Unterscheidungszeichen, die mit den Buchstabenpaaren CI und CJ begannen, zugewiesen. Die letzte für Motorräder genutzte Kennzeichenserie war CT 60-01 bis CT 99-99.
Anfang 1991 erhielt der Landkreis das Unterscheidungszeichen NZ. Es wurde bis zum 11. Juni 1994 ausgegeben. Aufgrund der Kennzeichenliberalisierung ist es seit dem 18. März 2013 im Landkreis Mecklenburgische Seenplatte erhältlich.